# Neope
Neope — род дневных бабочек из семейства бархатниц.

## Описание
Бабочки средних размеров. Окраска верхней стороны крыльев коричневатая с многочисленными желтоватыми пятнами и темными «глазками». окраска нижней стороны крыльев (особенно задних) — пёстрая. Передние крылья треугольной формы, широкие, с дугообразно изогнутым костальным краем, внешний край выпуклый, анальный — прямой. Задние крылья округло-овальные, с волнистым внешним и вогнутым анальным краями. Передние ноги, как у самцов, так и у самок — недоразвиты и не функционируют при хождении. Средние и задние ноги развиты полностью, голени с парой шпор, а лапки с сильно развитыми коготками.

## Систематика
В роде около 20 видов.
- Neope agrestis (Oberthür, 1876)
- Neope armandii (Oberthür, 1876)
- Neope bhadra (Moore, 1857)
- Neope bremeri (C. & R. Felder, 1862)
- Neope chayuensis Huang, 2002
- Neope christi Oberthür, 1886
- Neope dejeani Oberthür, 1894

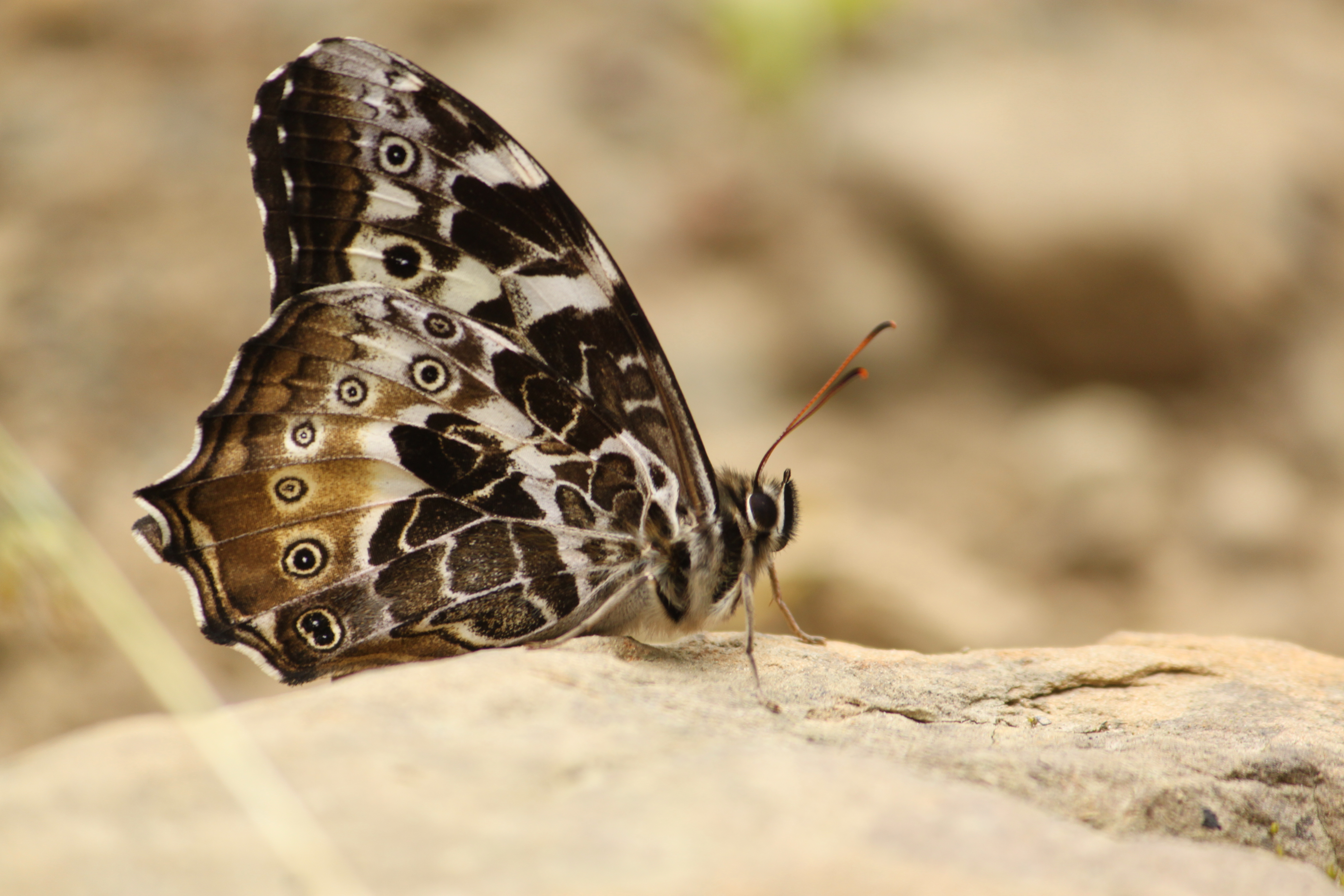
Neope armandii

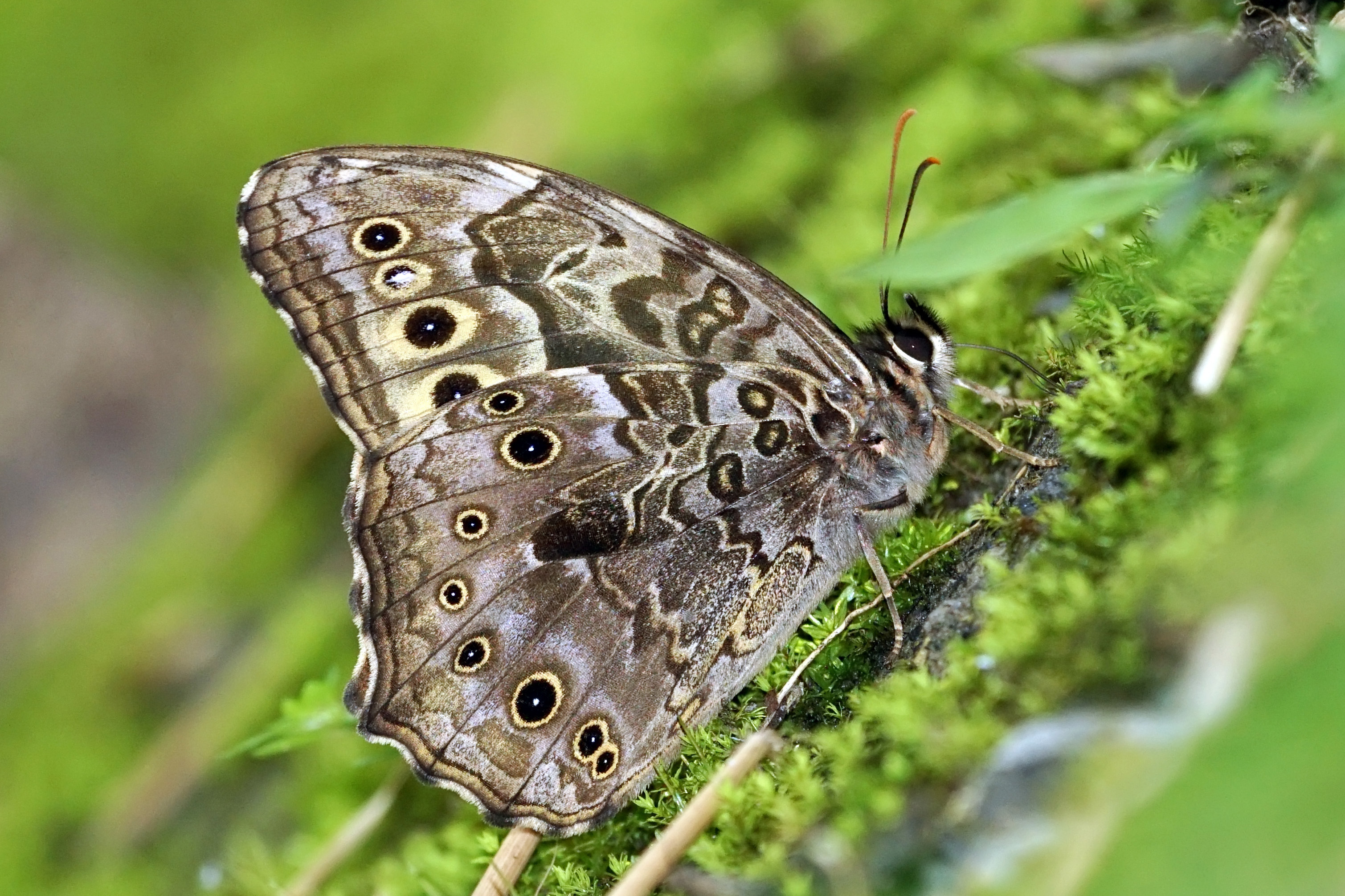
Neope bremeri

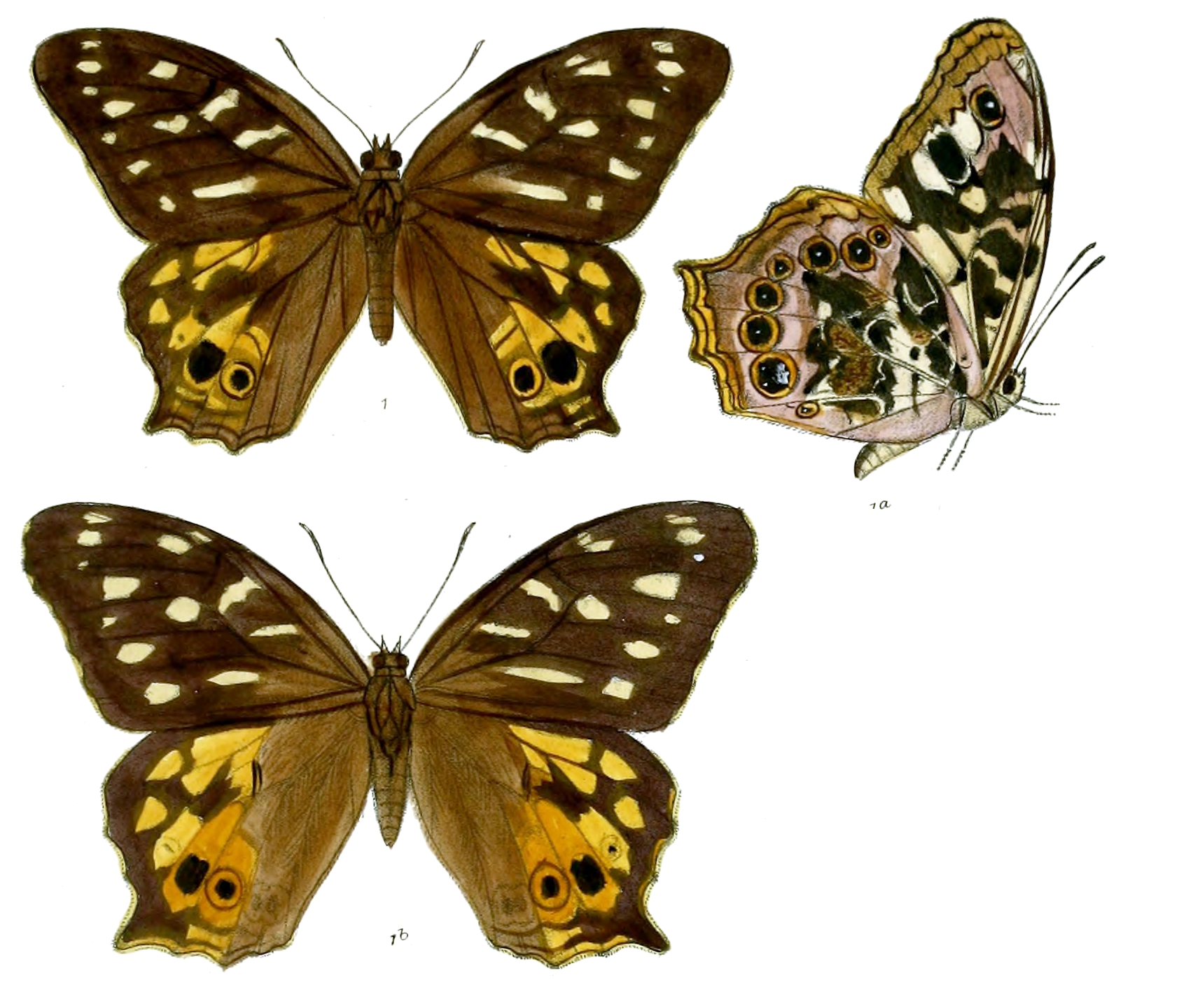
Neope bhadra

- Neope goschkevitschii (Ménétriés, 1857)
- Neope lacticolora (Fruhstorfer, 1908)
- Neope muirheadii (C. & R. Felder, 1862)
- Neope niphonica Butler, 1881
- Neope oberthueri Leech, 1891
- Neope pulaha (Moore, [1858])
- Neope pulahina (Evans, 1923)
- Neope pulahoides (Moore, [1892])
- Neope ramosa Leech, 1890
- Neope serica (Leech, 1892)
- Neope simulans Leech, 1891
- Neope watanabei Matsumura, 1909
- Neope yama (Moore, [1858])